# Torsteingletscher

Flugaufnahme des Dachsteinstocks von Westen mit dem Großen Gosaugletscher (links), dem Kleinen Gosaugletscher (Mitte), dem Nördlichen Torsteingletscher (rechts der Mitte) und dem Südlichen Torsteinfirn (ganz rechts) im Jahr 1933 (ETH-Bibliothek)

Als Torsteingletscher werden die drei Kargletscher (Klein(st)gletscher bzw. Firnflecke) im westlichen Dachsteinmassiv bezeichnet.

## Allgemein
Während zur Zeit des Gletscherhochstandes von 1850 die Bezeichnung Torsteingletscher bzw. Torsteinvergletscherung für die zusammenhängende Vergletscherung der hochgelegenen Nordwest exponierten Kare des Torsteins (2947 m) in die Literatur Eingang fand, verwendet man heute den Begriff zusammenfassend für den Kleinen Gosaugletschers, den Nördlichen Torsteingletscher und den Südlichen Torsteingletscher (-firn).

## Der Hochstand von 1850 und die Rückzugsphasen der Torsteingletscher
Um die Mitte des 19. Jahrhunderts lagen die Kare in der nordwestlichen Torsteinabdachung unter einer geschlossenen Schneedecke, auch der Rücken zwischen Kleinem Gosaugletscher und Nördlichem Torsteingletscher war 1844 tief unter Firn begraben, beide erstreckten sich lückenlos bis zur Eiskarlspitze, selbst 1885 spricht Friedrich Simony noch von einem zusammenhängenden „Thorsteingletscher“. Ende der 1880er Jahre mehrten sich dann die Anzeichen einer Trennung zwischen dem Kleinen Gosaugletscher und dem Nördlichen Torsteingletscher, auch wurde erkannt, dass ein Gletscherfleck im westlichen Windlegerkar, als selbstständiges Eisfeld und somit als Südlicher Torsteingletscher zu betrachten ist. Auch Roman Moser setzt die Trennung des Nördlichen Torsteingletschers vom Kleinen Gosaugletscher in die Jahre 1884 bis 1896. Die Beschreibung Mosers einer linken Seitenmoräne des Nördlichen Torsteingletschers und eines rechten Uferwalls des Südlichen Torsteingletschers legt die Vermutung nahe, dass die beiden Torsteingletscher auch beim Hochstand von 1850 nur in den Nährgebieten durch eine geschlossene Firndecke verbunden waren.
Friedrich Simony vermutete den Maximalstand der Torsteingletscher in der Hochphase um die Mitte des 19. Jahrhunderts gleichzeitig mit jenem des Großen Gosaugletschers (1848/49) und setzte den Gletscherfuß bei ca. 2160 m fest. 1893 war die Trennung schon so weit fortgeschritten, dass die Gletscher nur mehr durch eine schmale Firnschneedecke verbunden waren, die endgültige Loslösung des Kleinen Gosaugletschers vom Nördlichen Torsteingletscher vollzog sich in den darauffolgenden Jahren. Einmal isoliert schmolzen beide sehr rasch ab und zogen sich in die tief eingeschnittenen Kleinkare der Torsteinwände zurück. So hatte sich der Kleine Gosaugletschers von 2150 m Höhe beim 1850er Hochstand 100 Jahre später schon um rund 480 m auf eine Höhenlage von 2245 m zurückgezogen. Für den Nördlichen Torsteingletscher betrug der Rückzugsweg des Zungenendes sogar über 800 m, er endete 1953 in etwa 2400 m Höhe.
In Bezug auf ältere Moränen lässt sich im Gelände nur der 1850er Hochstand bei der gemeinsamen Zunge des Kleinen Gosaugletschers und des Nördlichen Torsteingletschers gut feststellen, beim Südlichen Torsteingletscher ist das Moränenmaterial so stark verrutscht, dass sich die Ausdehnung von 1850 nur ungefähr dort, wo sich der Steig von der Windlegerscharte steil abwärts wendet, bestimmen lässt.

## Quelle
- Rainer Hochhold, 1978: Die Gletscher der Dachsteingruppe. Geogr. Institut der Univ. Innsbruck. Digitalisat: Die Gletscher der Dachsteingruppe S. 84ff